# Кащеева, Вера Сергеевна
Вера Сергеевна Кащеева (15 сентября 1922 — 20 мая 1975) — участник Великой Отечественной войны, санитарный инструктор 120-го гвардейского стрелкового полка, 39-й гвардейской стрелковой дивизии, 28-го гвардейского стрелкового корпуса, 8-й гвардейской армии, 3-го Белорусского фронта, гвардии старший сержант.
Герой Советского Союза (22.02.1944), гвардии лейтенант запаса.
Единственная женщина 39-й гвардейской стрелковой дивизии, удостоившаяся звания Героя Советского Союза. Одна из первых женщин, получивших награду Международного комитета Красного Креста — медаль имени Флоренс Найтингейл, которая присуждается медицинским сёстрам за исключительную преданность своему делу и храбрость при оказании помощи раненым и больным, как в военное, так и в мирное время (1973).

## Биография
Вера Сергеевна Кащеева родилась 15 сентября 1922 года в с. Петровка ныне Троицкого района Алтайского края в крестьянской семье. Русская. После окончания школы-семилетки переехала в г. Барнаул и начала свою трудовую деятельность на Меланжевом комбинате. Окончила курсы медицинских сестёр.
С одной из сформированных на Алтае воинских частей Вера Кащеева попала на фронт. В действующей армии с марта 1942 года. С марта по октябрь 1942 года — санитарный инструктор во 2-м стрелковом полку 310-й стрелковой дивизии.
С октября 1942 года — санитарный инструктор 120-го стрелкового полка 39-й гвардейской стрелковой дивизии. Санинструктор роты В. С. Кащеева получила первое своё боевое крещение в 1942 года под Сталинградом. Она в составе 120-го стрелкового полка вела оборонительные бои в районе завода «Красный Октябрь». Ежедневно полку приходилось отбивать до 20 атак противника. Потери были значительными, и на передовых позициях всегда находилась санинструктор Вера Кащеева.

В битве за Сталинград боевое крещение получила барнаульская комсомолка санинструктор Вера Кащеева, ставшая впоследствии Героем Советского Союза. Вместе с бойцами своей дивизии, отбивавших до 20 атак противника в день, она сражалась у завода «Красный Октябрь», в его цехах, разрушенных вражеской авиацией и артиллерией.
— Мурманцева В. С. Советские женщины в Великой Отечественной войне.
За мужество и отвагу, проявленные в боях под Сталинградом и Харьковом, была награждена орденом Красной Звезды, медалями «За отвагу» и «За боевые заслуги». В период этих боевых действий она получила ранение, а после выздоровления вновь вернулась на фронт.
В октябре войска 3-го Украинского фронта подошли к Днепру. Дивизия, в которой служила В. С. Кащеева, начала форсирование Днепра в районе Днепропетровска 25 октября. В составе одной из десантных групп, призванных обеспечить плацдарм для основных войск, находилась санинструктор с Алтая. Она не только выполняла свои профессиональные обязанности, но и вызвалась идти в разведку.
Раненая и выбившаяся из сил Вера доставила важные сведения командованию, которые позволили артиллерии дивизии подавить большинство огневых точек противника. Из 25 бойцов десантной группы в живых осталось пять человек, среди которых была и В. С. Кащеева. За этот бой она была представлена к званию Героя Советского Союза.

«Кащеева была тяжело ранена, но боевую задачу выполнила и, доложив командиру о противнике и его огневых действиях, истекая кровью, осталась в строю гвардейцев и личным героическим примером воодушевляла на подвиги гвардейцев, которые захватили и удержали важный плацдарм на правом берегу Днепра».— Из Наградного листа.
22 февраля 1944 года Кащеевой указом Президиума Верховного Совета СССР было присвоено звание Героя Советского Союза.
В 1944 году демобилизовали из армии по состоянию здоровья. После демобилизации, в звании младшего лейтенанта медицинской службы, вернулась в город Барнаул. По окончании акушерского отделения медицинского техникума в 1948 году работала медсестрой. Вышла замуж. Муж — военный — увёз её на Дальний Восток, в Хабаровский край, где они жили до 1973 года. С 1953 года работала заведующей яслями на станции Бира Еврейской АО.
В 1973 году семья переехала на постоянное место жительства в город Апшеронск Краснодарского края. Вера Сергеевна продолжила свою трудовую деятельность в должности фельдшера. В этом же году Международный Комитет Красного Креста наградил её медалью Флоренс Найтингейл.
Погибла в автомобильной катастрофе вместе с маленьким внуком 20 мая 1975 года. Похоронена в городе Апшеронск.

## Награды и звания
- Звание Герой Советского Союза. Указ Президиума Верховного Совета СССР от 22 февраля 1944 года:
  - Медаль «Золотая Звезда» № 947,
  - Орден Ленина.
- Орден Красной Звезды[2].
- Медаль «За отвагу»[3].
- Медаль «За боевые заслуги»[4].
- Юбилейная медаль «За доблестный труд. В ознаменование 100-летия со дня рождения Владимира Ильича Ленина»[5].
- Медаль «За оборону Сталинграда»[6].
- Медаль «За победу над Германией в Великой Отечественной войне 1941-1945 гг.»[7].
- Медали СССР.
- Медаль имени Флоренс Найтингейл — награда Международного комитета Красного Креста (1973)[8].

## Память
- Имя Веры Кащеевой высечено золотыми буквами в зале Славы Центрального музея Великой Отечественной войны в Парке Победы города Москвы.
- Улица Веры Кащеевой в городе Барнауле.
- Улица Веры Кащеевой в посёлке Бира ЕАО.
- Переулок Веры Кащеевой в городе Апшеронске.
- Переулок Веры Кащеевой в селе Троицкое (административный центр Троицкого района) Алтайского края.
- На территории средней школы, в которой училась В. С. Кащеева, в селе Петровка Троицкого района установлен бюст.
- Именная мемориальной доска на доме, в котором жила В. С. Кащеева в г. Барнауле[9].
- Мемориальная доска на здании школы-интерната в посёлке Бира ЕАО.
- Пилон на Аллее Героев в Сквере Победы в Биробиджане[10].
- Пилон на Аллее Героев в Апшеронске.